# 日本國鐵ED57型電力機車
ED57型电力机车（日语：ED57形電気機関車）是日本铁路的第一代干线电力机车车型之一，是由日本国有铁道的前身铁道省于1927年（昭和2年）从德国引进，由博斯希公司和西门子公司设计制造，适用于供电制式为1500伏直流电的电气化铁路。

## 历史
ED57型电力机车是日本铁道省最后一种从国外引进的干线电力机车，机车的机械部分由博斯希公司（Borsig）制造，电气设备由西门子-舒克特公司（Siemens-Schuckert）提供。两台机车于1927年（昭和2年）在德国制造，并于1928年（昭和3年）运抵日本。ED57型电力机车投入运用初期，与ED56型电力机车一样在东海道本线担当旅客列车的牵引任务。中央本线完成电气化改造后，ED57型电力机车转配属八王子机关区，在饭田町至八王子间牵引旅客列车。1944年（昭和19年）3月，ED57型电力机车由大宫工场通过更改传动齿轮比而改造成货运机车，完成改造后被改称为ED24型电力机车，并继续在中央本线运用，至1960年（昭和35年）2月正式报废。

## 技术特点
ED57型电力机车是干线客运用的直流电力机车，适用于供电制式为1500伏直流电的电气化铁路。机车采用非承载式结构的全金属箱形车体，车体两端各设有一个司机室，车体中部为电气室。司机室前方中央设有一扇端门，在司机室内机车运行方向的左侧设有司机操纵台。电气室安装有各种电气及机械装置，并设有中央内走廊连接两端司机室。车顶相对两端司机室后部上方的位置各装有一台双臂式受电弓。
机车走行部为两台二轴转向架，机车轴式为Bo-Bo，采用1400毫米的大直径车轮。车钩直接安装在转向架构架的端梁上。两台转向架之间设有弹性联接装置，以提高机车的小半径曲线通过性能，并用于传递牵引力。牵引电动机采用抱轴式悬挂，牵引电动机的一端安装在转向架构架上，而另一端通过抱轴承刚性抱合在车轴上。牵引电动机输出的扭矩通过一级减速齿轮传递给轮对，牵引齿轮传动比为21:76（1:3.62）。改造后的ED24型电力机车的齿轮传动比为19:88（1:4.63）。
ED57型电力机车是直—直流电传动的直流电力机车，通过调节起动电阻、牵引电动机的二段式串—并联转换和磁场削弱来达到调速的目的。机车起动和加速时，逐步减少起动电阻的阻值，然后将四台牵引电动机从串联转入并联连接，直至达到最高速度。机车还可以对牵引电动机使用一级磁场削弱，作为恒功区的辅助调速手段。机车采用了MT24型直流串励牵引电动机，额定功率为235千瓦，额定电压为675伏特。控制装置采用电磁式空气接触器实现有级调压。

## 参看
- 日本國鐵ED56型電力機車
- 上信電鐵Deki1型電力機車
- 日本电力机车列表